# Ludvika distrikt
Ludvika distrikt är ett distrikt i Ludvika kommun och Dalarnas län. Distriktet ligger omkring Ludvika i södra Dalarna.

## Tidigare administrativ tillhörighet
Distriktet inrättades 2016 och utgörs av området som Ludvika stad omfattade till 1971 och vari Ludvika socken uppgick 1963.
Området motsvarar den omfattning Ludvika församling hade 1999/2000.

## Tätorter och småorter
I Ludvika distrikt finns fem tätorter och elva småorter.

### Tätorter
- Blötberget
- Gonäs
- Håksberg
- Ludvika (del av)
- Sörvik

### Småorter
- Burens
- Dröverken
- Gräsberg
- Halvars
- Klenshyttan
- Laggarudden
- Norrvik
- Persbo Källbotten
- Persbo norra
- Persbo södra
- Skeppmora